# 너의 이름은.
《너의 이름은.》은 2016년 공개된 신카이 마코토 감독의 일본 애니메이션 로맨스 판타지 드라마 영화이다. 코믹스 웨이브 필름 제작 작품. 이 영화는 일본 시골의 여고생과 도쿄의 남고생의 몸이 서로 바뀌는 이야기를 다룬다. 주인공의 목소리는 카미키 류노스케, 카미시라이시 모네. 이 영화는 일본에서 도호가 배급으로 2016년 8월 26일 개봉되었다. 대한민국에는 당초 1월 5일에 개봉을 한다고 알려졌지만 1월 4일로 변경되어, 아시아와 태평양, 아메리카, 유럽 등 전 세계 80여개 국에서 동시 개봉했으며, 7월 13일 더빙판으로도 개봉한 바 있다. 2023년 5월 10일, 재더빙판이 개봉되었다.
이후 IMAX 포맷 상영을 「너의 이름은. DAY」형식으로 7월 19일 상영됐다. 캐치프레이즈는 “아직 만난 적 없는 너를, 찾고 있어”이다.
이 영화는 애니메이션 및 감정 효과에 대해 비평가들으로부터 널리 호평 받아, 대규모의 상업적 성공을 거두었다. 영화는 제49회 카탈루냐 국제 판타스틱 영화제, 2016 로스앤젤레스 영화비평가협회상, 제71회 마이니치 영화 콩쿠르 애니메이션 영화상을 수상했으며, 제40회 일본아카데미상에서 최우수 애니메이션 영화상을 수여 받은 바 있다.

## 줄거리

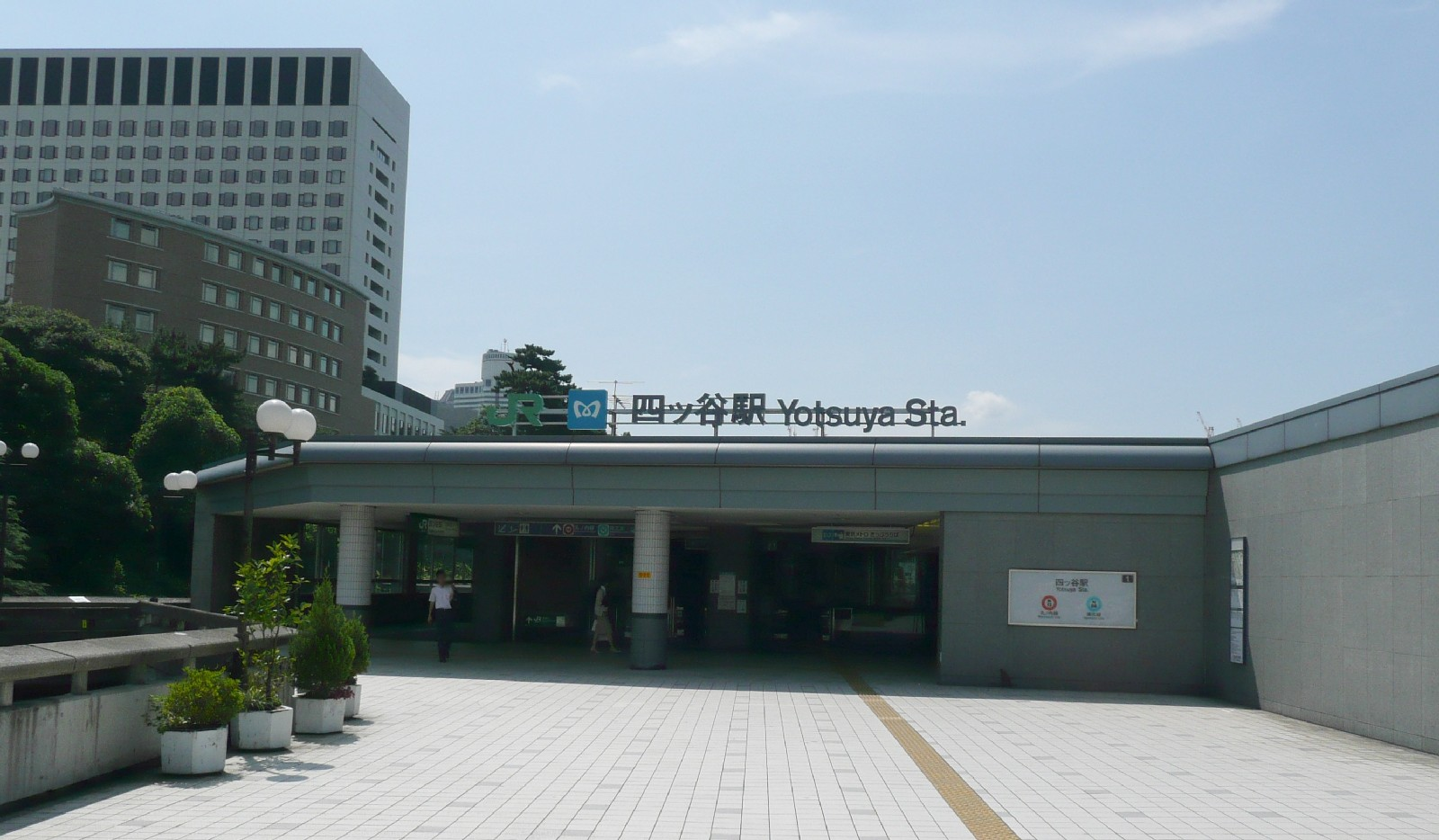
요쓰야역

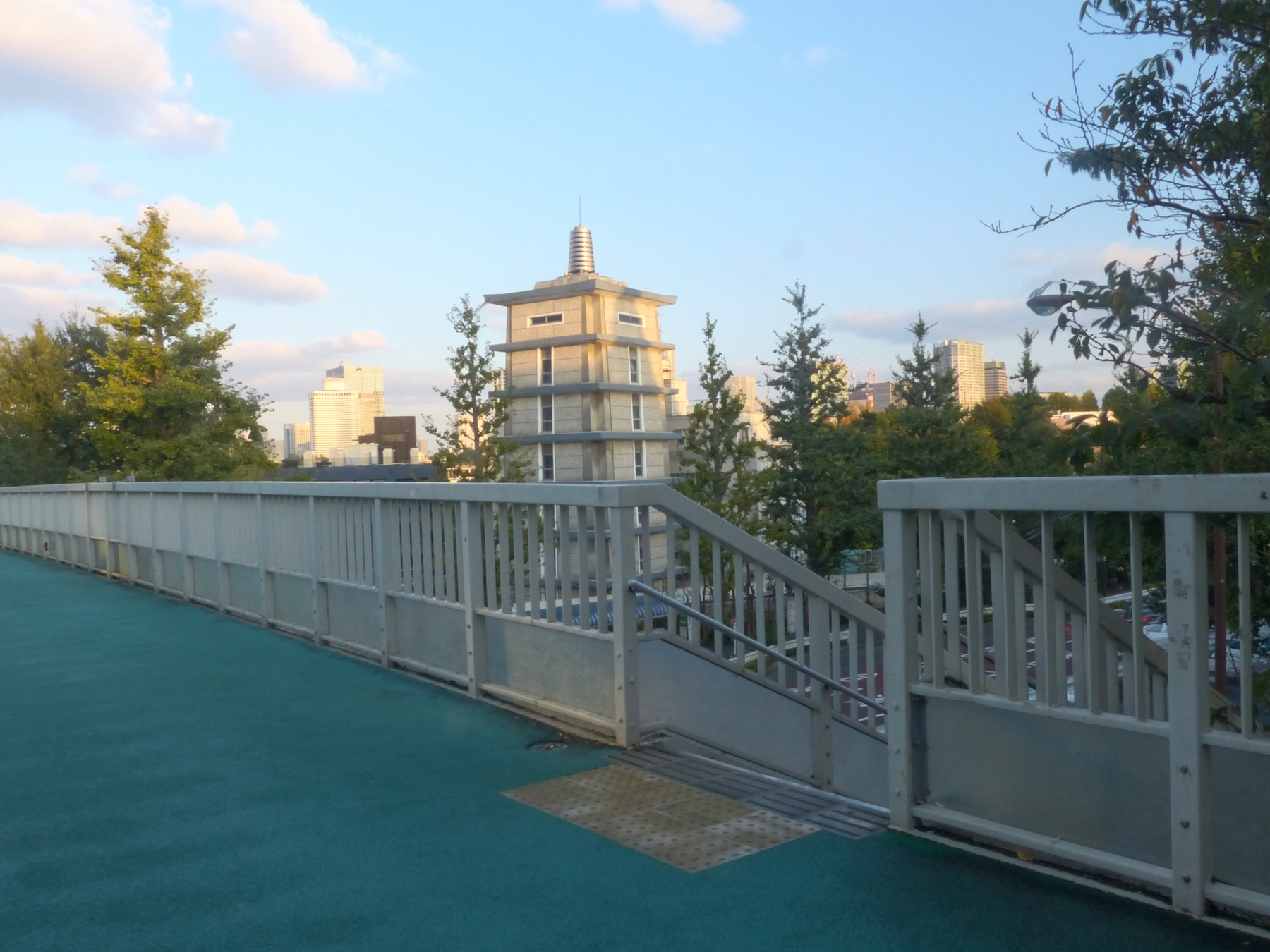
시나노마치역 앞 육교

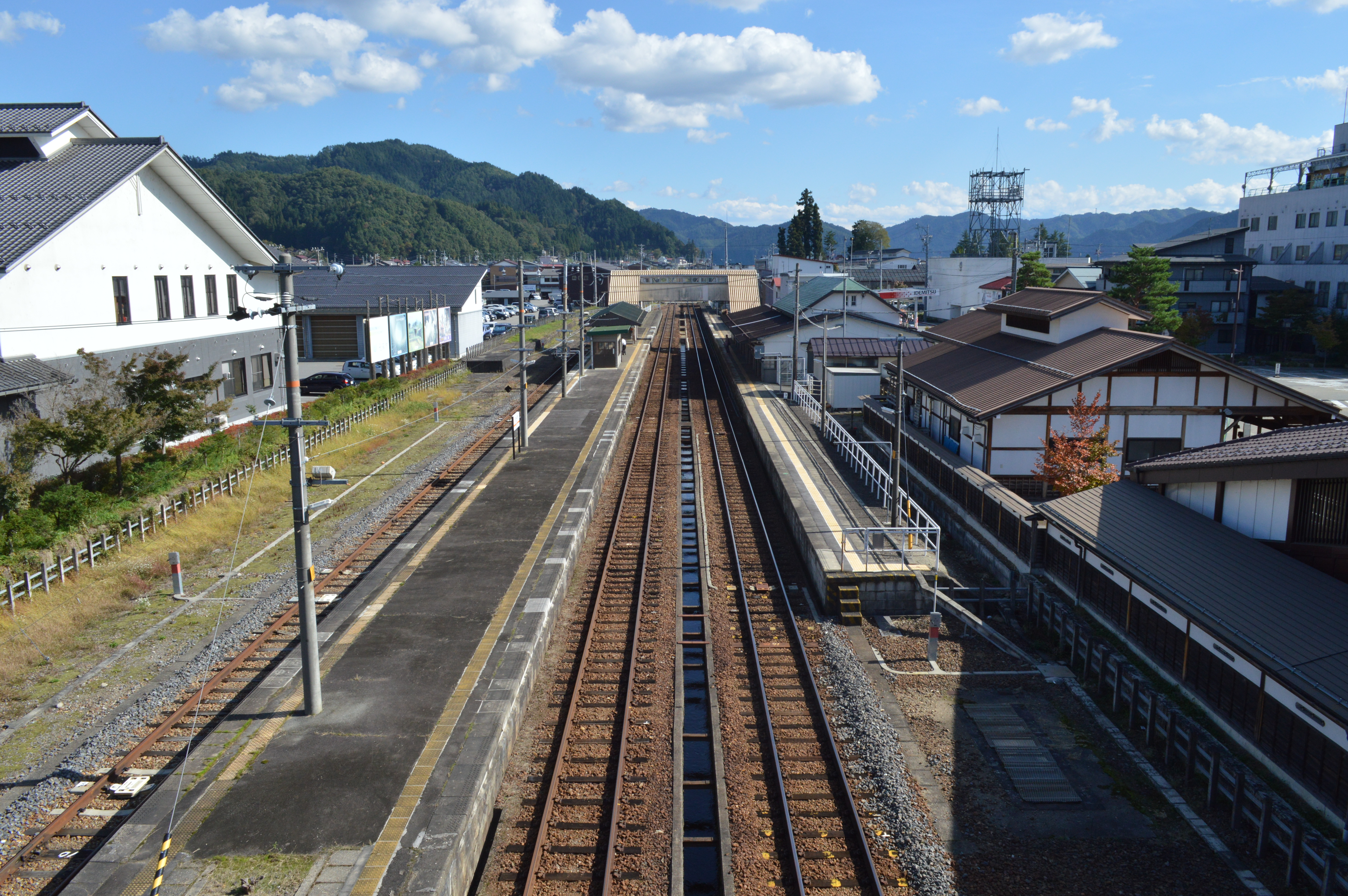
히다후루카와역

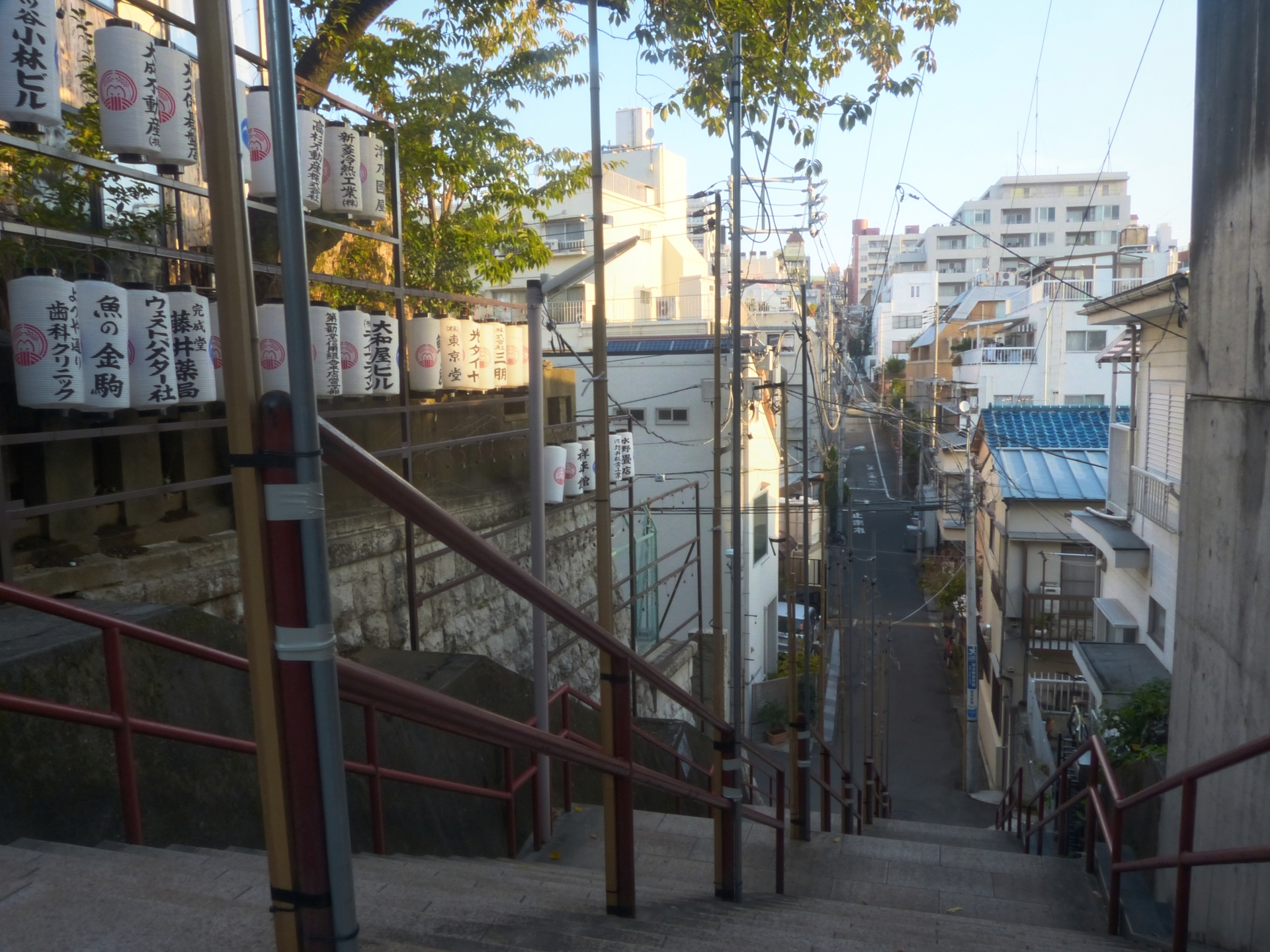
신주쿠 스가 신사(須賀神社)

일본의 히다 산지 내 가공의 마을 이토모리(糸守)에 거주하는 여고생 미츠하는 시골에서의 삶에 진저리가 나서는 다음 생에 도쿄의 꽃미남으로 태어나게 해 달라는 소원을 빈다. 이후, 미츠하는 도쿄의 남고생 타키와 서로 몸이 뒤바뀐 것을 깨닫게 된다. 둘은 상대방의 휴대전화나 노트에 메모를 남기거나, 팔이나 얼굴에 낙서를 하는 등으로 서로 의사 소통을 시작한다. 미츠하는 타키가 그의 아르바이트 선배 오쿠데라와의 관계를 진전하는 것을 도와 결국 그녀와 데이트를 가게 되며, 타키는 미츠하가 그녀의 학교에서 더 인기 있도록 돕는다.
미츠하와 몸이 바뀐 타키는 미츠하의 할머니와 여동생과 함께, 미츠하가 만든 제사용 술인 구치카미자케를 바치러 마을 바깥의 산 정상에 있는 신체(神体)로 향한다. 신체로 향하면서, 타키는 마을의 수호신과 인간을 서로 연결하는 무스비(結び)에 대해 듣게 된다. 미츠하는 마지막 메모에서 타키에게 그녀의 마을 축제 날에 지구와 가깝게 지나갈 혜성에 대해 이야기한다.
어느 날, 타키는 그의 몸에서 갑자기 깨어난다. 오쿠데라와의 실패한 데이트가 끝나고, 그는 미츠하에게 전화를 걸지만 전화는 닿지 못하고, 이후 몸이 뒤바뀌는 것이 멈춘다. 그는 마침내 미츠하의 마을에 가기로 하지만, 마을에 대한 기억은 사라져가고, 마을의 이름도 잊게 되며, 미츠하의 메모도 사라진다. 어느 식당의 점원이 타키가 기억에 의존해 그려낸 스케치 속 마을이 이토모리임을 알아보고, 혜성의 파편이 낙하해 마을이 사라졌다는 소식을 전한다. 타키는 혜성 재해와 희생자 명단을 살펴보다 미츠하의 이름을 찾는다. 그는 둘의 시간대가 3년이 어긋나 있었던 것을 깨닫는다.
타키는 그녀의 몸과 다시 이어져 혜성 충돌을 경고하기 위해, 신체로 가서 미츠하의 구치카미자케를 마신다. 이 과정에서, 타키는 미츠하가 그를 좋아하여 만나려고 하다가 과거의 자신을 만난 것을 알게 된다. 그는 축제날 아침에 그녀의 몸에서 일어난다. 미츠하의 할머니는 그의 인격을 눈치채고, 몸이 바뀌는 것은 신사를 지키는 미츠하 집안에서 계속 이어져 왔다고 이야기한다. 그는 그녀의 친구들인 텟시와 사야카를 설득하여, 변전소를 정지하고 대피 방송을 울려 마을 주민들을 대피시키는 작전에 그들의 도움을 받는다. 그들이 작전을 진행하는 동안, 타키는 미츠하가 신체에 있는 그의 몸에 있다는 것을 깨닫고 그녀와 만나기 위해 다시 신체가 있는 산으로 향한다.
미츠하는 신체에 있는 타키의 몸에서 깨어나 산의 정상을 살핀다. 그들은 서로의 존재를 느끼지만, 3년의 시간대가 어긋나 서로를 볼 수 없다. 해가 지기 시작하자, 타키와 미츠하 둘은 황혼이 되었음을 깨닫고, 둘의 몸이 다시 돌아와 서로를 볼 수 있게 된다. 둘은 원래 시간대로 돌아가게 되면서 서로의 손에 자신의 이름을 적기로 하지만, 미츠하는 자신의 이름을 적기 직전에 사라지게 된다.
미츠하는 타키가 말한 대로, 이토모리 정의 정장(町長)인, 그녀의 별거 중인 아버지를 설득해 이토모리 주민들을 대피시키러 마을으로 향하지만, 타키에 대한 기억은 사라져간다. 그녀는 타키가 그녀의 손에 이름 대신 "좋아해"라고 적었다는 것을 알게 된다. 곧 티아메트 혜성의 파편이 지구와 충돌해 이토모리를 파괴한다. 타키는 자신의 시간대의 신체에서 깨어나면서 모든 것을 잊게 된다.
5년 후, 타키는 대학을 졸업하고 구직 중이지만, 여전히 뭔가 중요한 것을 잃은 듯한 기분이 남아 있는 채 이토모리의 사람들이 정장의 방재 훈련으로 대피했다는 것을 알게 된다. 그는 도쿄의 한 식당에서 서로 약혼한 텟시와 사야카를 보게 되지만 그들을 알아보지는 못하고, 타키와 미츠하는 각자의 길을 가고 있는 것처럼 보인다. 어느 날 전철을 따로 타던 중, 타키와 미츠하는 전철이 옆으로 마주보며 지나갈 때 서로를 보고 놀란다. 둘은 각자의 다음 역에서 내려 서로를 찾기 시작한다. 둘은 마침내 한 계단에서 만나, 서로를 아는 것 같은 기분을 느끼며, 어디선가 만난적이 있는 것 같다고 말하며, 타키와 미츠하는 서로의 이름을 묻는다.

## 등장인물

### 주인공
- 타치바나 타키 (立花 瀧)

도쿄 도심에 살고있는 고등학교 남학생. 매일 친구들과 즐겁게 생활하며 이탈리안 레스토랑에서 아르바이트 중이다. 함께 일하는 오쿠데라 선배에게 남몰래 호감을 갖고 있으며, 건축과 미술에 관심이 많다.
- 성우: 카미키 류노스케(일본어), 지창욱(2017년 한국어 더빙) → 이경태(2023년 한국어 재더빙)
- 나이: 만 17세(2016년)
- 거주지: 도쿄 도 신주쿠 구 와카바(1999년 ~ 현재)
- 관심사: 건축

- 미야미즈 미츠하 (宮水 三葉)

깊은 산골짜기 시골 마을에 살고있는 여고생(2013년 기준). 촌장인 아버지는 집에 들어오지 않고 있으며, 초등학생인 여동생과 할머니, 셋이서 살고 있다. 솔직한 성격이지만 집안 전통인 신사 풍습이나 아버지의 선거활동 등에는 진절머리가 나 있는 상태. 친구들과 작고 좁은 마을을 한탄하며 도쿄의 화려한 생활을 동경하고 있다.
- 성우: 카미시라이시 모네(일본어) 김소현(2017년 한국어 더빙) → 김가령(2023년 한국어 재더빙)
- 나이: 만 20세(2016년)
- 거주지: 타키와 기후 현 Z군 이토모리 마을 미야미즈 저택(1996년 ~ 2013년), 도쿄 도(2013년 ~ 현재)

#### 타키 주변 인물
- 오쿠데라 미키 (奥寺ミキ)

타키의 아르바이트 선배. 미인이고 세련된 여대생으로 타키를 포함한 남자들의 동경 대상.
- 성우: 나가사와 마사미 (더빙 : 김도영)
- 나이: 만 23세(2016년)

- 후지이 츠카사 (藤井 司)

타키의 고등학교 친구. 차가워 보이지만 의외로 남을 잘 챙기는 일면도 있다. 타키와 마찬가지로 건축에 흥미가 있다.
- 성우: 시마자키 노부나가 (더빙 : 장민혁)
- 나이: 만 17세(2016년)

- 타카기 신타 (高木 真太)

타키의 고등학교 친구. 덩치가 크고 시원시원한 성격. 타키, 츠카사와 함께 방과 후에 종종 카페에 간다.
- 성우: 이시카와 카이토 (더빙 : 사성웅)
- 나이: 만 17세(2016년)

- 타키의 아버지

- 성우: 이노우에 카즈히코
- 거주지: 도쿄 도 지요타 구 로코반초(1973~ 현재)
- 직업: 일본 외무성 공무원

- 테시가와라의 아버지

- 성우: 간나 노부토시
- 직업: 토목업체 사장

#### 미츠하 주변 인물
- 테시가와라 카츠히코 (勅使河原 克彦)

미츠하의 동급생. 오컬트 매니아로 기계 오타쿠. 고향에서 건축업을 경영하는 아버지에게 복잡한 심정을 느끼고 있다. 미츠하를 신경 쓰고 있다. 자신이 이 마을에서 벗어나기 힘들다는 것을 잘 알기에 마을을 좋게 만들고자 하는 마음을 가지고 있다. ‘텟시’라는 별명이 있다.
- 성우: 나리타 료 (더빙 : 최재호)
- 나이: 만 20세(2016년)
- 거주지: 타키와 기후 현 Z군 이토모리 마을(1996~2013년), 도쿄 도(2013년 ~ 현재)
- 관심사: 건축, 전파통신

- 나토리 사야카 (名取 早耶香)

미츠하의 동급생. 소꿉친구. 멍해 보이지만 상식인. 테시가와라를 좋아하고 있다. 언니는 마을회관에서 방송을 담당하고 있다. 미야미즈 요츠하는 그녀가 "나이가 어리다고 해서 상대를 무시하거나 거만하게 굴지 않는 마음이 넓은 사람."이라고 평가했다.
- 성우: 유키 아오이 (더빙 : 박지윤)
- 나이: 만 20세(2016년)
- 거주지: 타키와 기후 현 Z군 이토모리 마을(1996년 ~ 2013년), 도쿄 도(2013년 ~ 현재)

- 미야미즈 히토하 (宮水 一葉)

미츠하, 요츠하의 할머니. 미야미즈 신사의 현 신주. 미츠하의 엄마인 딸이 죽고 미츠하의 아빠가 집을 나간 후, 미츠하와 요츠하를 홀로 키웠다.
- 성우: 이치하라 에츠코 (더빙 : 이진화)
- 나이: 만 85세(2016년)
- 거주지: 타키와 기후 현 Z군 이토모리 마을 미야미즈 저택(1931년 ~ 2013년), 도쿄 도(2013년 ~ 현재)

- 미야미즈 요츠하 (宮水 四葉)

미츠하의 여동생. 똑 부러진 초등학교 4학년(2013년 기준). 할머니와 미츠하와 함께 신사 가업을 돕는다.
- 성우: 타니 카논 (더빙 : 이레)
- 나이: 만 17세(2016년)
- 거주지: 타키와 기후 현 Z군 이토모리 마을 미야미즈 저택(2004년 ~ 2013년), 도쿄 도(2013년 ~ 현재)

- 미야미즈 토시키 (宮水 俊樹)

미츠하 , 요츠하의 아버지 , 미야미즈 가문의 데릴사위
- 성우: 테라소마 마사키 (더빙 : 곽윤상)
- 나이: 만 57세(2016년)
- 거주지: 도쿄 도(1959년 ~ 1993년), 타키와 기후 현 Z군 이토모리 마을(1993년 ~ 2013년), 도쿄 도(2013년 ~ 현재)
- 직업: 이토모리 마을 이장(? ~ 2013년)

- 미야미즈 후타바 (宮水 二葉)

미츠하, 요츠하의 어머니. 작품 내 고인.
- 성우: 오하라 사야카 (더빙 : 이현주)

- 유키 선생님(ユキちゃん先生)

테시가와라 카츠히코가 "그 선생님은 외부 사람이니까…"라고 말한 것으로 보아 보조교사이거나 최근에 마을에 온 것이 아니냐는 견해가 있음. 또 언어의 정원의 유키노 선생이 너의 이름은.에 카메오로 출연함.
- 성우: 하나자와 카나 (더빙 : 조경아)
- 직업: 이토모리 고교의 고전문학 교사

### 소설에만 등장하는 인물
- 우오즈미

테시가와라 건설의 직원. 15세 때 입사하여 10년 넘는 경력의 소유자이다. 회사의 젊은 직원을 통솔하는 역할도 맡고 있다. 학교와 교사에 대한 불신으로 고등학교를 들어가지 않은 특이한 케이스.
- 나이: 만 27세(2013년)
- 취미: 전자공학, 무선통신

- 모토마사

- 나이 - ? (우오즈미 보다 약간 어리다.)

## 제작
신카이 마코토가 2014년 9월 14일 도호에 보낸 기획서에서, 영화는 초기에 오노노 고마치의 와카 구절을 변용한 꿈인 것을 알았더라면(夢と知りせば)이라는 가제 하에 기획되었다. 가제는 너의 이어짐(きみの結びめ), 너는 이 세계의 절반(きみはこの世界のはんぶん)을 거쳐 《너의 이름은.》이라는 제목으로 결정되었다.
줄거리는 오시미 슈조의 《나는 마리 안에(ぼくは麻理のなか)》, 《란마 ½》, 헤이안 시대의 소설 《도리카에바야모노가타리(とりかへばや物語)》, 그레그 이건의 단편 소설 《The Safe-Deposit Box》 등의 작품에서 영감을 얻었다.
영화에 나오는 장소들 가운데 하나인 이토모리 마을은 실제로 존재하지는 않지만 이 영화는 이 마을의 배경을 제공했던 실제 지역으로부터 영감을 얻었다. 이 지역들으로는 기후현 히다시, 그리고 장소들으로는 히다 시 도서관 등이 있다.
《마음이 외치고 싶어해》 등에 참여한 애니메이터 타나카 마사요시, 《센과 치히로의 행방불명》 등 수많은 스튜디오 지브리 작품에 참가한 안도 마사시를 작화 감독으로 맞이했다. 목소리 출연으로는 미츠하가 꿈 속에서 보는 남고생 타키 역은에 카미키 류노스케. 그리고 자신의 운명에 휩싸이는 히로인 미츠하 역은 오디션을 거쳐 합격한 카미시라이시 모네가 맡았다.

### 비디오 콘티
비디오 콘티란 그림 콘티에 대사, 효과음 등을 넣은 영상을 지칭한다. 작품이 미완성된 상태에서도 전반적인 이미지를 파악할 수 있다는 장점이 있기 때문에, 비디오 콘티가 섬세할수록 완성도 높은 작품이 탄생할 가능성이 커진다. 1인 제작 방식으로 애니메이션을 만들었던 데뷔 초부터 신카이 마코토는 비디오 콘티에 완벽을 기해왔다. 《너의 이름은.》에서도 시나리오 진행 단계부터 비디오 콘티 작업을 병행했는데, 등장인물 전원의 대사를 추가하고 발소리 등의 효과음까지 직접 넣는 등 여러 기술을 독학하면서 직접 작업했다.
《너의 이름은.》의 비디오 콘티 작업은 매일 15시간씩 반년이 걸렸다. 신카이 마코토는 개인적으로 이번 비디오 콘티 작업에 자부심을 느끼고 있는데, 연출가의 자존심을 모두 담아낸 결과라는 게 그 이유다. “체력적으로는 매우 힘들었지만 몹시 좋은 결과물을 낼 수 있을 것 같아 신났다. 2000년 이후 가장 재미있는 일이었다.”

### 음악
신카이 마코토가 초기 기획안에 적었던 전반적인 음악의 이미지는 비틀즈였다. 록 장르를 고려했던 건 작품의 ‘질주감’을 반영하기 위해서였다. 그는 《너의 이름은.》이 ‘신카이 마코토’라는 이름을 모르는 사람들도 보고 싶어 하는 작품이 되길 바랐다. 그 방법의 일환으로 선택한 것이 일본 록 밴드 RADWIMPS다. “어쩌면 이번 작품은 음악도, 이야기도, 템포도 과하게 느껴질 수 있다. RADWIMPS와 작업한 것에 대해 시네필들은 악평을 늘어놓을지도 모른다. 하지만 다소 ‘과잉’으로 느껴지더라도 새로운 것을 추구하고 싶었다. RADWIMPS와 작업은 이에 대한 나의 결의 표명 같은 것이다.”
RADWIMPS와 신카이 마코토가 처음 만난 것은 시나리오 완성 직후인 2014년 10월이었다. 이때부터 RADWIMPS는 〈전전전세〉, 〈스파클〉, 〈꿈 등불〉, 〈아무것도 아니야〉 등 보컬 음악 4곡을 비롯해 극 중 음악 22곡을 만들었다. 그림과 음악이 딱 맞아떨어지는 연출을 선호하는 신카이 마코토는 이번에도 RADWIMPS의 음악에 맞춰 장면을 구성했다. RADWIMPS의 감각은 뮤직비디오처럼 구성된 오프닝 신에서 특히 돋보이는데, 신카이 마코토는 이것이 관객을 위한 ‘서비스’였다고 말했다. “지금까지의 작품에서는 어떻게든 내 생각을 성립시키기 바빴지만 이번엔 관객을 위한 '서비스'를 하고 싶었다. 재미를 위한 여러 요소를 첨가했다. 《너의 이름은.》을 보는 사람들이 '재미'를 느꼈으면 좋겠다.”

### 참여 인원
- 감독·원작·각본·그림 콘티·편집·촬영 - 신카이 마코토
- 캐릭터 디자인·오프닝 작화 감독·오프닝 원화 - 타나카 마사요시
- 작화 감독·캐릭터 디자인 - 안도 마사시
- 작화 감독·원화 - 이노우에 에이, 츠치야 켄이치, 히로타 슌스케
- 작화 감독 - 키세 카즈치카
- 음악 - RADWIMPS
- 연출 - 이무라 켄지
- 회상 신 연출·원화·촬영 - 시노미야 요시토시
- 각본 협력 - 카노 아라타
- 소도구 설정·원화 - 이와사키 타이스케
- 제작 - 이치카와 미나미, 카와구치 노리타카, 오오타 케이지
- 기획·프로듀스 - 카와무라 겐키
- 이그제큐티브 프로듀서 - 후루사와 요시히로
- 프로듀서 - 타케이 카츠히로, 이토 코이치로
- 제작 프로듀서 - 사카이 유이치
- 음악 프로듀서 - 나루카와 사요코
- 음향 감독 - 야마다 하루
- 음향 효과 - 모리카와 에이코
- 녹음 - 야마키 다이키
- 방언 감수 - 카토 유카
- 더빙 스테이지 - 토호 스튜디오
- 애니메이션 제작 협력 - 앤서 스튜디오
- 오피셜 라이터 - 와타나베 미즈오
- 스페셜 땡스 - 이와이 슌지, 미사카 치에코, 마츠시타 케이코, 이시이 토모히코 외
- 조성 - 독립 행정 법인 일본 예술 문화 진흥회 문화 예술 진흥비 보조금
- 배급 - 도호
- 제작 협력 - 〈너의 이름은.〉 제작위원회 (도호, 코믹스 웨이브 필름, KADOKAWA, JR 동일본 기획, 아뮤즈, voque ting, 로손 HMV 엔터테인먼트)

## 음악
신카이 마코토는 본 작품의 음악을 RADWIMPS에게 의뢰한 것에 대해서, 자신의 공식 사이트에 "실현 가능성을 생각지도 않고 RADWIMPS가 좋다고 답했습니다"라고 밝혔다. RADWIMPS는 "곡을 들은 후에 만들고 싶은 장면이 몇 개 있다"라고 한 신카이의 요망을 받고 제작 초기부터 작품에 함께해, 신곡 "전전전세"를 포함 스무 곡 이상을 만들어 냈다. 《너의 이름은.》에서 등장하는 주제가는 이하의 네 곡이다.
- 〈꿈의 등불(夢灯籠)〉
- 〈전전전세(前前前世)〉[12]
- 〈스파클(スパークル)〉[13]
- 〈아무것도 아니야(なんでもないや)〉[12]

영화의 사운드트랙은 관객과 평론가들 모두에게 호평을 받았으며 영화의 성공 요인들 중 하나가 되었다. 그중 전전전세(前前前世)의 ぁっびぶんっだじょた！(라삐붕따조타) 로 웃음을산적도 있다. 음반 《너의 이름은.》은 2016년 8월 24일에 EMI RECORDS로부터 발매되었다. 발매 첫 주에 5.8만 장, 2주째에 3.9만 장의 매상을 올려, 오리콘 주간 앨범 랭킹에서 2주 연속 1위를 기록했다.

## 개봉 및 VOD 콘텐츠 출시

영화가 상영된 국가들을 나타낸 세계 지도.

이 영화는 2016년 7월 3일 미국 캘리포니아주 로스앤젤레스의 2016 애니메 엑스포(Anime Expo) 컨벤션에서 초연되었으며, 이후 2016년 8월 26일 일본 극장에서 개봉되었다. 이 영화는 92개 국가에 개봉하기로 예정하였다. 중국의 경우 2016년 12월 2일 화샤영화(华夏电影)에 의해 개봉되었다. 아카데미상 후보 자격을 얻기 위해 이 영화는 로스엔젤레스에서 2016년 12월 2~8일 한 주 간 개봉되었다. 오스트레일리아의 경우 이 영화는 2016년 11월 24일 매드맨 엔터테인먼트(Madman Entertainment)에 의해 일본어 및 영어 더빙으로 한정적으로 개봉되었다. 또, 2016년 12월 1일 매드맨 엔터테인먼트는 뉴질랜드에서도 이 영화를 개봉하였다. 또한 영국에서는 2016년 11월 18일 애니메 리미티드(Anime Limited)에 의해 배급되었다. 2017년 1월 17일, 퍼니메이션은 이 영화가 2017년 4월 7일 북아메리카에 개봉할 예정이라고 발표하였다.
도호 픽처스는 2017년 7월 26일 《너의 이름은.》을 일본 국내 4K UHD 블루레이, 블루레이, DVD로 출시했다. 이 출시본은 정규, 특별, 컬렉터 에디션으로 제공되었다. 발매 첫 주, 블루레이 정규판은 202,370장, 초회한정판은 125,982장, 특별판은 94,079장이 판매되었다. DVD 정규판은 가장 많은 215,963장이 판매되었다.
도호의 출시본은 대한민국의 IPTV 서비스 업체인 KT를 비롯한 SK브로드밴드, LG유플러스의 IPTV VOD 서비스로 공개되었고, 위성방송 및 IPTV 서비스 채널인 투니버스에서 2022년 3월 18일에 더빙판으로 방영한 바 있다. 대한민국에서는 360만 여명이 보아 국내에 개봉한 일본 애니메이션 중 가장 많은 관객수를 끌어모았고, 이에 따라 2017년 7월 더빙판 개봉을 확정지었으나 더빙과는 큰 접점이 없는 배우가 더빙에 참여한다는 소식이 알려졌다. 이로 인해 성우 정재헌, 강수진 등이 공개적으로 불만을 토로하는가 하면, 연예인의 유명세에 무분별하게 탑승하려 한다는 비판에도 휩싸였다.
더욱이, 지난 2022년 10월 29일에 발생한 이태원 압사 사고에 따른 전국민적인 애도 분위기에 맞춰, KBS와 SBS 등 각 방송사들의 정규 방송 프로그램 편성이 전면 취소됨에 따라 투니버스에서 2022년 11월 3일에 대체 편성한 바 있다.
| 나라 이름      | 개봉일           | 비고 |
| -------------- | ---------------- | ---- |
| 대만           | 2016년 10월 21일 |      |
| 싱가포르       | 2016년 11월 3일  |      |
| 태국           | 2016년 11월 10일 |      |
| 홍콩           | 2016년 11월 11일 |      |
| 마카오         | 2016년 11월 11일 |      |
| 영국           | 2016년 11월 24일 |      |
| 아일랜드       | 2016년 11월 24일 |      |
| 오스트레일리아 | 2016년 11월 24일 |      |
| 뉴질랜드       | 2016년 12월 1일  |      |
| 중화인민공화국 | 2016년 12월 2일  |      |
| 인도네시아     | 2016년 12월 7일  |      |
| 말레이시아     | 2016년 12월 8일  |      |
| 필리핀         | 2016년 12월 14일 |      |
| 프랑스         | 2016년 12월 28일 |      |
| 대한민국       | 2017년 1월 4일   |      |
| 베트남         | 2017년 1월 13일  |      |
| 이탈리아       | 2017년 1월 23일  |      |
| 캄보디아       | 2017년 2월 23일  |      |
| 미국           | 2017년 4월 7일   |      |
| 캐나다         | 2017년 4월 7일   |      |
| 스페인         | 2017년 4월 7일   |      |
| 스웨덴         | 2017년 4월 12일  |      |
| 핀란드         | 2017년 4월 21일  |      |
| 노르웨이       | 2017년 4월 28일  |      |
| 덴마크         | 2017년 5월 4일   |      |
| 멕시코         | 2017년 8월 3일   |      |
| 튀르키예       | 2017년 8월 25일  |      |
| 러시아         | 2017년 9월 7일   |      |
| 벨라루스       | 2017년 9월 7일   |      |
| 카자흐스탄     | 2017년 9월 7일   |      |
| 파라과이       | 2017년 9월 9일   |      |
| 볼리비아       | 2017년 9월 21일  |      |
| 에콰도르       | 2017년 9월 22일  |      |
| 콜롬비아       | 2017년 9월 26일  |      |
| 칠레           | 2017년 9월 28일  |      |
| 브라질         | 2017년 10월 1일  |      |
| 아르헨티나     | 2017년 10월 5일  |      |
| 페루           | 2017년 10월 5일  |      |
| 우크라이나     | 2017년 10월 19일 |      |
| 네덜란드       | 2017년 11월 2일  |      |
| 벨기에         | 2017년 11월 29일 |      |
| 독일           | 2018년 1월 11일  |      |
| 오스트리아     | 2018년 1월 12일  |      |

## 반응

### 흥행
《너의 이름은.》은 일본에서만 230억 엔의 수익을 올리면서, 엄청난 상업적 성공을 거두었다. 영화는 일본에서 일본 국산 영화로는 《센과 치히로의 행방불명》 다음으로 2위의 수익을, 전체 영화로는 《타이타닉》과 《겨울왕국》 다음으로 4위의 수익을 올렸다. 미야자키 하야오 이외의 감독이 감독한 일본 애니메이션 영화로는 최초로 1억 달러 수익을 돌파했다. 흥행 수입은 공개 후 2일간 7.7억 엔으로, 그 시점에서 전작의 추정 총액 1.5억 엔을 훨씬 넘었다. 8월 26일 금요일 첫날을 포함한 3일간으로는, 동원 96만 명, 흥행 수입 12.8억 엔 으로, 그 후에도 4주 연속 1위를 기록, 누계로는 9월 19일까지 동원 698만 명, 흥행 수입 91억 엔을 돌파했다. 9월 22일까지로는, 동원 774만 명을 기록해, 일본의 애니메이션 감독에서는 미야자키 하야오에 이은 두 번째 흥행 수입 100억 엔 돌파를 달성했다. 10월 마지막 주말에 《데스노트: 더 뉴 월드》에 자리를 내 주기 이전까지 9주 연속으로 주말 흥행 1위를 지켰다. 11월 3일까지 흥행수입 176억엔을 돌파하여 역대 일본의 영화 흥행순위 7위로 올라섰다. 이후 다시 주말 흥행 1위로 복귀하여 3주 연속으로 자리를 유지하다가 최종적으로 《신비한 동물사전》에 자리를 내 주게 되었다.
영화의 흥행은 전 세계 80여개 국가에서도 이어졌다. 세계 제2의 영화 시장을 가진 중화인민공화국에서는 《너의 이름은.》이 2016년 12월 17일에 일본 영화 최대의 수익을 기록했다. 《너의 이름은.》은 중화인민공화국에서 약 8130만 달러의 수익을 올리면서 2D 애니메이션 중 최대 수익을 기록했다. 영화는 7,000곳의 영화관에서 상영되었다. 중화인민공화국 개봉 당일 66,000회 상영되어 277만 관객을 끌어들이며 약 1090만 달러의 수익을 올렸다. 타이에서는 약 4410만 바트의 수익을 올리며 일본 영화 중 최대 수익을 기록했다. 2016년 12월 26일 기준, 영화는 오스트레일리아에서 771,945 미국 달러, 뉴질랜드에서 95,278 미국 달러의 수익을 기록했다. 12월 20일, 오스트레일리아 배급사 매드맨 엔터테인먼트는 영화가 상영 기간 종료 이전까지 오스트레일리아에서의 수익이 1백만 오스트레일리아 달러를 돌파했다고 발표했다. 영화는 대한민국에서 개봉한 지 5일 만에 118만 관객과 약 820만 달러의 수익을 올려 흥행 1위를 기록했으며, 일본 영화로는 《하울의 움직이는 성》 이후 최초로 흥행 1위를 달성했다.
|                              | 동원 수     | 동원 수     | 흥행 수입  |
| ---------------------------- | ----------- | ----------- | ---------- |
| 1주째 주말 (8월 27일·28일)   | 1위         | 68.8만 명   | 9.3억 엔   |
| 2주째 주말 (9월 3일·4일)     | 1위         | 86.7만 명   | 11.6억 엔  |
| 3주째 주말 (9월 10일·11일)   | 1위         | 85.2만 명   | 11.4억 엔  |
| 4주째 주말 (9월 17일·18일)   | 1위         | 80.0만 명   | 10.8억 엔  |
| 5주째 주말 (9월 24일·25일)   | 1위         | 63.7만 명   | 8.6억 엔   |
| 6주째 주말 (10월 1일·2일)    | 1위         | 65.4만 명   | 7.9억 엔   |
| 7주째 주말 (10월 8일·9일)    | 1위         | 51.3만 명   | 7.0억 엔   |
| 8주째 주말 (10월 15일·16일)  | 1위         | 34.7만 명   | 4.7억 엔   |
| 9주째 주말 (10월 22일·23일)  | 1위         | 35.9만 명   | 4.8억 엔   |
| 10주째 주말 (10월 29일·30일) | 2위         | 28.6만 명   | 3.8억 엔   |
| 11주째 주말 (11월 5일·6일)   | 1위         | 21.8만 명   | 3.0억 엔   |
| 12주째 주말 (11월 12일·13일) | 1위         | 19.0만 명   | 2.6억 엔   |
| 13주째 주말 (11월 19일·20일) | 1위         | 19.1만 명   | 2.5억 엔   |
| 14주째 주말 (11월 26일·27일) | 2위         | 15.7만 명   | 2.1억 엔   |
| 15주째 주말 (12월 3일·4일)   | 2위         | 18.4만 명   | 2.5억 엔   |
| 12월5일까지의 누계           | 1539.2만 명 | 1539.2만 명 | 200.1억 엔 |

### 평가
《너의 이름은.》은 흥미성에만 치중했던 기존 애니메이션과는 달리, 수 많은 사람들의 심금을 자극하기 위한 소재로 큰 반향을 불러 일으켰다. 리뷰 제공 사이트인 로튼 토마토에서는 37개의 평가를 기반으로 97%의 신선도를 확보했으며, 평균 점수는 8.3/10점을 받았다. 이 웹사이트의 비평 합의에 적힌 글은 이렇다. "감성적으로 만족스럽게 만들어진 것만큼이나 아름다운 애니메이션으로 만들어진 《너의 이름은.》은 신카이 마코토의 각본-감독 필모그래피에 또 하나의 뛰어난 한 장을 차지하게 된다" 메타크리틱에서는 8개의 평가를 기반으로 100점 만점에 80점을 받아 "대체적으로 호평"(Generally favorable reviews) 표기를 받았다.
《재팬 타임스》의 마크 실링은 5점에 4점을 매기며, 영화의 애니메이션이 "현실적인 디테일과 현실적인 감성 판타지가 멋지게 조합되어 있다"며 치켜세웠다. 하지만, 영화의 "사춘기의 당황과 어색함을 주제로 한 코미디"는 "너무 과하다"며 비판했으며, 엔딩은 "일본의 소년 영화를 본 적이 없는 사람이라면 놀랄 것"이라고 썼다.
일본 국외에서의 평은 매우 긍정적이었다. 마크 커모드는 자신이 선정한 2016년 영국에서 개봉한 영화 중 가장 좋은 영화에서 9위로 선정했다. 씨네21의 김혜리는 "시공을 초월한 대화에 대한 신카이 마코토의 천착이 피워낸 하나비", 박평식은 "신카이 마코토, 일본 애니의 축복!", 이용철은 "결국 기억해야 하는 건 아이(들)의 이름이다", 한동원은 "귀엽고 투명하고 아름답고 애틋하다가 장황해지는 이 안타까움" 허남웅은 "그의 이름을 불렀을 때, 나에게로 와 꽃, 아니 빛이 되었다", 황진미는 "아련하고 신비롭게, 상실과 재난을 기억하려는 안간힘"이라며 호평했다.
그가 받은 찬사에도 불구하고, 신카이 마코토는 영화가 가능했던 만큼 좋게 되지는 않았다고 언급했다. "우리가 할 수 없었던 것들, 작화감독 안도 마사시가 계속하길 원했지만 자금 부족으로 멈춰야만 했던 것들이 있었다 ... 그것은 내게 불완전하고, 불균형적이다. 줄거리는 좋지만 영화 자체는 완벽하지 않다. 2년의 시간으로는 충분치 않았다."
반면, 한국 영화 '시월애'와 스토리 라인이 상당부분 겹쳐, 한국과 일본의 넷상에서 시월애를 상당부분 본 뜬 작품 아닌가 라는 반응도 존재했다.

## 수상 및 후보
| 상                                   | 상                                      | 후보 목록               | 결과 |
| ------------------------------------ | --------------------------------------- | ----------------------- | ---- |
| 제49회 카탈루냐 국제 판타스틱 영화제 | 애니메이션 작품 부문 최우수 장편 작품상 | 너의 이름은.            | 수상 |
| 제60회 BFI 런던 영화제               | 오피셜 컴피티션(Official Competition)   | 너의 이름은.            | 후보 |
| 제18회 부천 국제 애니메이션 영화제   | 장편 경쟁 부문 우수상                   | 너의 이름은.            | 수상 |
| 제18회 부천 국제 애니메이션 영화제   | 장편 경쟁 부문 관객상                   | 너의 이름은.            | 수상 |
| 제40회 야마지 후미코 영화상          | 야마지 후미코 문화상                    | 신카이 마코토           | 수상 |
| 제29회 도쿄 국제 영화제              | ARIGATO상                               | 신카이 마코토           | 수상 |
| 뉴타입 애니메이션 어워드 2015-2016   | 작품상 (극장 상영 부문)                 | 너의 이름은.            | 1위  |
| 뉴타입 애니메이션 어워드 2015-2016   | 주제가상                                | 전전전세 (RADWIMPS)     | 2위  |
| 뉴타입 애니메이션 어워드 2015-2016   | 사운드상 (극중 음악)                    | 너의 이름은. (RADWIMPS) | 2위  |
| 뉴타입 애니메이션 어워드 2015-2016   | 감독상                                  | 신카이 마코토           | 3위  |
| 미국 여성 영화 비평가협회            | 최우수 여성 애니메이션상                | 너의 이름은.            | 후보 |

## 같이 보기
- 일본의 애니메이션 영화 흥행 기록
- 무녀
- 날씨의 아이
- 기후현(岐阜県)시라카와고 여주인공 미츠하가 살던 마을이 이 지역을 모티브로 함.

### 내용주
1. ↑  일본어: 君の名は。 기미노 나와[*], 로마자:  Kimi no Na wa., 영어: Your Name.

### 참조주
1. 1 2  “RADWIMPS, 신카이 마코토의 장편 애니 영화 〈너의 이름은.〉 음악 담당”. 음악 나탈리. 2016년 4월 6일. 2016년 7월 1일에 확인함.
2. ↑  “신카이 마코토 최신작에 카미키 류노스케×카미시라이시 모네! 토호 제작 《너의 이름은.》 내년 8월 공개!”. 시네마 투데이. 2015년 12월 10일. 2015년 12월 10일에 확인함.
3. ↑  “[단독]일본, 대만 극장가 평정한 '너의 이름은', 2017년 1월 5일 국내개봉 확정”. 게임포커스. 2016년 11월 7일. 2017년 1월 16일에 확인함.
4. ↑  “'너의 이름은', 자막판 아이맥스 상영 확정 [공식]”. 《뉴스1》. 2017년 7월 12일. 2017년 7월 20일에 확인함.
5. ↑  “「君の名は。」人気の訳は。新宿の神社、飛騨の陸橋の行列”. 《読売新聞（東京本社夕刊）》. 2016년 10월 8일. 12면.
6. ↑  “Your Name director reveals initial character concept sketches, title, thematic goals of the hit anime”. Rocketnews24. 2017년 7월 7일. 2017년 9월 29일에 원본 문서에서 보존된 문서. 2017년 7월 7일에 확인함.
7. ↑  “『君の名は。』監督が、時系列と観客の感情グラフを公開　大ヒット作の凄まじい考察に反響”. Kai-you. 2017년 4월 25일. 2018년 7월 27일에 원본 문서에서 보존된 문서. 2018년 7월 28일에 확인함.
8. ↑   〈COLUMN1 入れ替わりから見えてくる面白さ〉.  『君の名は。 公式ビジュアルガイド』 (일본어). Japan: 角川書店 2016년 8월 27일. 48쪽. ISBN 978-4-04-104780-4.
9. ↑  “City that inspired settings in hit anime 'yourname.' sees unbelievable boost in tourism”. 《Japan Today》. 2016년 11월 28일. 2016년 11월 28일에 확인함.
10. 1 2  “너의 이름은.”. 《씨네21》.
11. 1 2  차, 지수 (2017년 1월 19일). “#절대_잊지_못할_<너의 이름은.> ‘질주하는’ 음악 콘셉트는 비틀즈”. 《맥스무비》.
12. 1 2 3  Masangkay, May (2016년 11월 4일). “Radwimps play a part in the popularity of anime film 'your name.'”. 《Kyodo》. The Japan Times. 2016년 11월 8일에 원본 문서에서 보존된 문서. 2016년 11월 8일에 확인함.
13. ↑  Stimson, Eric (2016년 10월 30일). “RADWIMPS Release your name's "Sparkle (original ver.)"”. 《animenewsnetwork》. 2016년 11월 8일에 확인함.
14. ↑  “RADWIMPS - 너의 이름은.”. UNIVERSAL MUSIC JAPAN. 2016년 8월 29일에 확인함.
15. ↑  “【오리콘】 RADWIMPS, 첫 2주 연속 1위 영화 《너의 이름은.》 사운드트랙 호조”. ORICON STYLE. 2016년 9월 6일. 2016년 9월 10일에 확인함.
16. 1 2  “Shinkai's 'your name.' Becomes #1 Japanese Film in Thailand of All Time”. 《Anime News Network》. 2016년 12월 19일. 2016년 12월 20일에 확인함.
17. 1 2 3  Gavin J. Blair (2016년 11월 28일). “'Your Name' Passes 'Princess Mononoke' to Become Third-Highest Grossing Japanese Film of All Time”. 《The Hollywood Reporter》. 2016년 11월 28일에 확인함.
18. ↑  Mark Schilling (2016년 11월 7일). “Japanese Hit 'Your Name' Wins China Release”. 《Variety》. 2016년 11월 28일에 확인함.
19. ↑  “你的名字。（2016）”. 《cbooo.cn》 (중국어). 2016년 12월 21일에 원본 문서에서 보존된 문서. 2016년 12월 20일에 확인함.
20. ↑  “Official Australian site.”. Madman Entertainment. 2016년 12월 24일에 원본 문서에서 보존된 문서. 2016년 12월 20일에 확인함.
21. ↑  “Makoto Shinkai's Your Name is Coming to Cinemas This November”. Madman Entertainment. 2016년 10월 28일. 2016년 12월 20일에 확인함.
22. ↑  “Your Name UK Cinema Release Details”. Anime News Network. 2016년 9월 9일. 2016년 12월 29일에 확인함.
23. ↑  “Makoto Shinkai Masterpiece 'Your Name.' to Open in North American Theaters April 7, 2017”. Funimation. 2017년 1월 17일. 2017년 1월 17일에 확인함.
24. ↑  Hutchins, Riley (2017년 5월 17일). “Your Name DVD, Blu-ray Sales Information Released”. 《Comicbook.com》. 2018년 7월 28일에 확인함.
25. ↑  “Japan's Animation Blu-ray Disc Ranking, July 24–30”.
26. ↑  “Japan's Animation DVD Ranking, July 24–30”.
27. ↑  석, 재현. “[문화파일] '캐스팅 논란' 시달리는 '너의 이름은.' 더빙판, 그들은 왜 비난받고 있나?”. 《문화뉴스》. 2017년 10월 16일에 확인함.
28. 1 2  “2016年映画興収『君の名は。』が牽引 東宝社長「新しいアニメーション時代の到来」”. Oricon News. 2017년 1월 24일. 2018년 7월 28일에 확인함.
29. 1 2  Motoko Rich (2016년 12월 4일). “The Anime Master of Missed Connections Makes Strong Contact in Japan”. 《The New York Times》. 2018년 7월 28일에 확인함.
30. ↑  歴代興収ベスト100 [Successive box-office top 100] (일본어). Kogyo Tsushinsha. 2018년 7월 28일에 확인함.
31. ↑  “신카이 마코토 〈너의 이름은.〉이 주말 동원 1위, 공개 2일에 흥행 수입 7.7억 엔”. 영화 나탈리. 2016년 8월 29일. 2016년 9월 10일에 확인함.
32. 1 2  “신카이 마코토 《너의 이름은.》 공전의 대히트 스타트! 12억 엔 돌파로 첫 등장 1위 【영화 주말 흥행 성적】”. 시네마 투데이. 2016년 8월 30일. 2016년 9월 10일에 확인함.
33. 1 2  “《너의 이름은.》 V4로 100억 엔 돌파에 리치! 《목소리의 형태》도 대히트 스타트! 【영화 주말 흥행 성적】”. 시네마 투데이. 2016년 9월 21일. 2016년 9월 22일에 확인함.
34. ↑  “《너의 이름은.》 흥행 수입 100억 엔 돌파! 지브리 이외의 국내산 애니에서 처음”. 시네마 투데이. 2016년 9월 23일. 2016년 9월 24일에 확인함.
35. ↑  “「君の名は。」興収１７６億円突破！「ポニョ」「踊る大捜査線」ごぼう抜きで邦画歴代４位浮上 - ライブドアニュース”. 《ライブドアニュース》 (일본어). 2016년 11월 6일에 원본 문서에서 보존된 문서. 2016년 11월 6일에 확인함.
36. ↑  Mark Schilling (2016년 10월 25일). “Japan Box Office: 'Your Name' Wins Ninth Weekend”. 《Variety》. 2018년 7월 28일에 확인함.
37. ↑  Mark Schilling (2016년 10월 31일). “Japan Box Office: Warner's 'Death Note' Ends 'Your Name' Dominance”. 《Variety》. 2018년 7월 28일에 확인함.
38. ↑  “Shinkai's 'your name.' Becomes #1 Japanese Film in China of All Time”. 《Anime News Network》. 2016년 12월 17일. 2018년 7월 28일에 확인함.
39. ↑  Frater, Patrick (2016년 12월 25일). “China Box Office: 'Tomorrow' and 'Tigers' Climb Over 'Great Wall'”. 《Variety》. 2018년 7월 28일에 확인함.
40. ↑  Kyodo (2016년 12월 3일). “Animated teen flick 'your name.' scores lucrative debut in China”. 《The Japan Times》. 2016년 12월 6일에 원본 문서에서 보존된 문서. 2018년 7월 28일에 확인함.
41. ↑  Patrick Frater (2016년 12월 2일). “Japan's 'Your Name' Poised to Win China Box Office Weekend”. 《Variety》. 2018년 7월 28일에 확인함.
42. ↑  “Australian Box Office”. Box Office Mojo. 2016년 12월 25일에 원본 문서에서 보존된 문서. 2018년 7월 28일에 확인함.
43. ↑  “New Zealand Box Office”. Box Office Mojo. 2016년 12월 25일에 원본 문서에서 보존된 문서. 2018년 7월 28일에 확인함.
44. ↑  “Last chance to see Makoto Shinkai's Your Name in cinemas!”. Madman Entertainment. 2016년 12월 20일. 2018년 7월 28일에 확인함.
45. ↑  Kil, Sonia (2017년 1월 8일). “Korea Box Office: Japanese Animation 'Your Name' Opens on Top”. 《Variety》. 2018년 7월 28일에 확인함.
46. ↑  “Shinkai's 'your name.' Tops S. Korean Box Office With US$8.1 Million”. 《Anime News Network》. 2017년 1월 8일. 2018년 7월 28일에 확인함.
47. ↑  “신카이 마코토 《너의 이름은.》 경이의 하이 페이스로 V2! 공개 10일에 38억 엔 【영화 주말 흥행 성적】”. 시네마 투데이. 2016년 9월 6일. 2016년 9월 22일에 확인함.
48. ↑  “《너의 이름은.》 신작을 압도해 V3! 공개 17일에 60억 엔 돌파 【영화 주말 흥행 성적】”. 시네마 투데이. 2016년 9월 13일. 2016년 9월 22일에 확인함.
49. ↑  “멈추지 않는 《너의 이름은.》 5주 연속 1위! 흥행 수입 111억을 돌파 【영화 주말 흥행 성적】”. 시네마 투데이. 2016년 9월 27일. 2016년 9월 27일에 확인함.
50. ↑  “《너의 이름은.》이 V6! 《포뇨》를 넘을 것인가? 역대 베스트 텐 진입도 시야 【영화 주말 흥행 성적】”. 시네마 투데이. 2016년 10월 4일. 2016년 10월 4일에 확인함.
51. ↑  “《너의 이름은.》 V7! 《포뇨》 사정권 내! 【영화 주말 흥행 성적】”. 시네마 투데이. 2016년 10월 12일. 2016년 10월 25일에 확인함.
52. ↑  “《너의 이름은.》이 V8 달성! 《포뇨》 초월 확실 154억 엔 【영화 주말 흥행 성적】”. 시네마 투데이. 2016년 10월 18일. 2016년 10월 25일에 확인함.
53. ↑  “《너의 이름은.》 V9 달성! 야마다 타카유키 《우시지마》 최종장은 2위 【영화 주말 흥행 성적】”. 시네마 투데이. 2016년 10월 25일. 2016년 10월 25일에 확인함.
54. ↑  “《데스노트》 첫 등장 1위! 《너의 이름은.》은 《해리포터》 《춤추는》 초월에 리치! 【영화 주말 흥행 성적】”. 시네마 투데이. 2016년 11월 1일. 2016년 11월 1일에 확인함.
55. ↑  “『君の名は。』10回目のトップ！小松菜奈＆菅田将暉『溺れるナイフ』は4位初登場！【映画週末興行成績】”. シネマトゥデイ. 2016년 11월 8일. 2016년 11월 8일에 확인함.
56. ↑  “『君の名は。』通算11回目の1位！『もののけ姫』に迫る【映画週末興行成績】”. シネマトゥデイ. 2016년 11월 15일. 2016년 11월 15일에 확인함.
57. ↑  “『君の名は。』V12で189億円突破！『もののけ』『ハウル』射程圏内【映画週末興行成績】”. シネマトゥデイ. 2016년 11월 22일. 2016년 11월 22일에 확인함.
58. ↑  “『ファンタビ』1位！『君の名は。』2位！『この世界の片隅に』は6位に浮上！【映画週末興行成績】”. シネマトゥデイ. 2016년 11월 29일. 2016년 11월 29일에 확인함.
59. ↑  “『ファンタビ』30億円突破でV2！『君の名は。』『この世界の片隅に』アニメも絶好調！【映画週末興行成績】”. シネマトゥデイ. 2016년 12월 6일. 2016년 12월 7일에 확인함.
60. ↑  “「君の名は。」興行収入２００億円突破！“ハリポタ超え”見えた”. 《スポーツ報知》. 2016년 12월 6일. 2016년 12월 6일에 확인함.[깨진 링크(과거 내용 찾기)]
61. ↑  “Your Name (Kimi No Na Wa.)”. 《Rotten Tomatoes》. 2016년 11월 8일에 확인함.
62. ↑  “Your Name”. 《Metacritic》. 2016년 11월 8일에 확인함.
63. 1 2  Schilling, Mark (2016년 8월 31일). “'Your name.': Makoto Shinkai could be the next big name in anime”. 《The Japan Times》. 2016년 11월 8일에 원본 문서에서 보존된 문서. 2016년 11월 8일에 확인함.
64. ↑  “Japan body-swap fantasy is China cinema hit”. 2016년 12월 19일  – www.bbc.com 경유.
65. ↑  “Kermode Uncut - My Top Ten Films of 2015: Part One”. BBC. 2016년 12월 20일. 2016년 12월 22일에 확인함.
66. ↑  “Please don't see my animated blockbuster, says Japan's 'new Miyazaki,' Makoto Shinkai - The Japan Times”.
67. ↑  “〈너의 이름은.〉이 스페인 시체스 영화제에서 애니 부문 최우수 장편 작품상 수상”. 《스포츠 호치》 (호치 신문사). 2016년 10월 16일. 2016년 10월 18일에 원본 문서에서 보존된 문서. 2016년 10월 16일에 확인함.
68. ↑  “《너의 이름은.》 한국 부천 영화제에서 첫 “더블 수상” 달성”. ORICON STYLE. 2016년 10월 25일. 2016년 10월 26일에 확인함.
69. ↑  “ㅇ야마지 후미코 영화상 발표 문화상에 〈너의 이름은.〉의 신카이 마코토 감독”. 《스포츠 호치》 (호치 신문사). 2016년 10월 17일. 2016년 10월 18일에 원본 문서에서 보존된 문서. 2016년 10월 17일에 확인함.
70. ↑  “신카이 마코토, 타카하타 미츠키, 츠마부키 사토시, 고지라가 ARIGATO상에 빛나다”. 영화 나탈리. 2016년 10월 22일. 2016년 10월 23일에 확인함.
71. ↑  “〈카바네리〉 & 〈너의 이름은.〉이 1위를 획득! 뉴타입 애니메이션 어워드 최종 결과”. WebNewtype. 2016년 10월 9일. 2016년 10월 13일에 원본 문서에서 보존된 문서. 2016년 10월 17일에 확인함.
72. ↑  “Women Film Critics Circle Nominations: "Hidden Figures," "13th," & More”. Women And Hollywood. 2016년 12월 19일. 2018년 1월 11일에 원본 문서에서 보존된 문서. 2016년 12월 15일에 확인함.